# Strandfaraskip Landsins

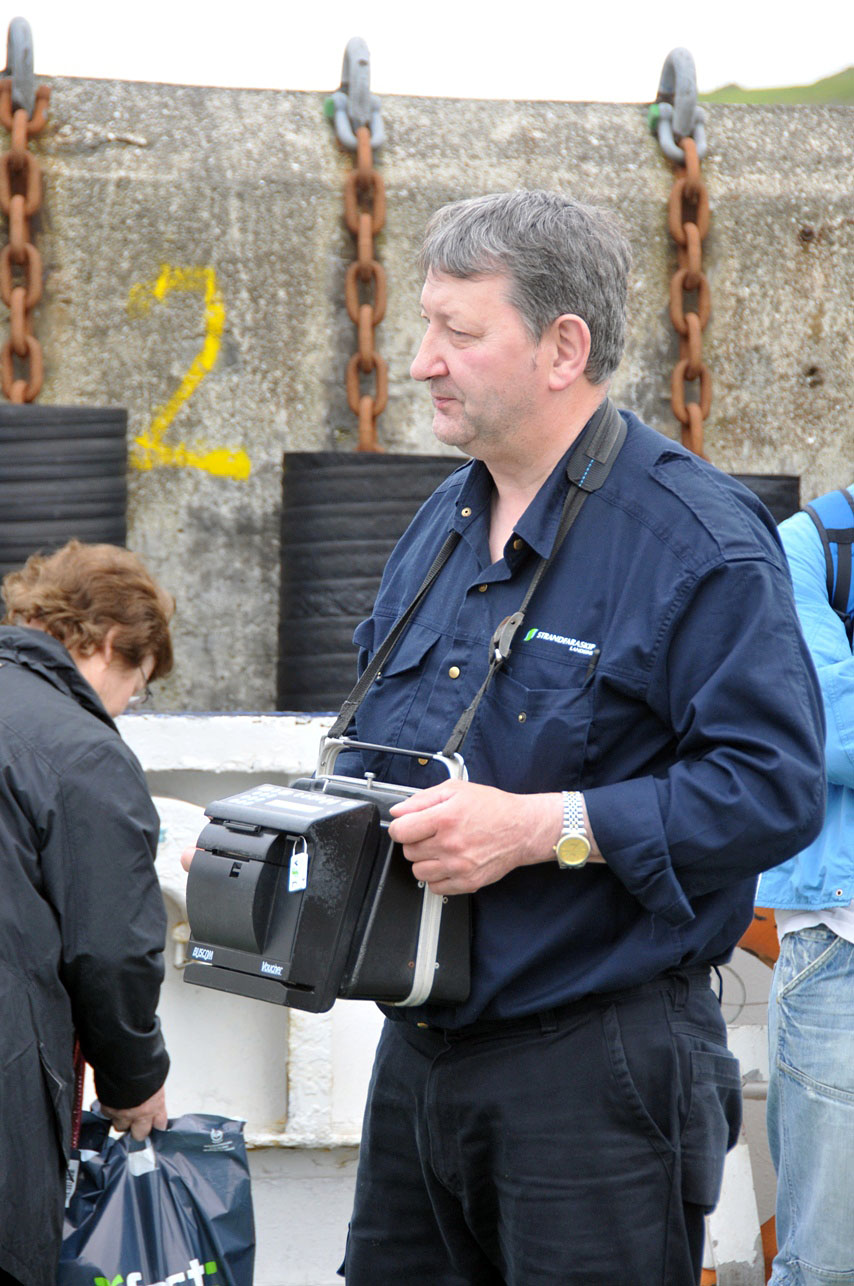
Kalauz a kalsoyi kompon a Strandfaraskip Landsins egyenruhájában

A Strandfaraskip Landsins Feröer állami tulajdonú közösségi közlekedési társasága. Komphajókat és autóbuszokat üzemeltet; székhelye Tórshavnban van. Korábban a belföldi helikopterjáratok is a Strandfaraskip Landsins kezelésében voltak, azokat azonban átvette az Atlantic Airways.
| Utasszám   | 2003      | 2004      | 2005      | 2006      |
| ---------- | --------- | --------- | --------- | --------- |
| Kompok     | 751 531   | 802 537   | 815 196   | 637 847   |
| Autóbuszok | 572 288   | 576 196   | 566 748   | 614 996   |
| Összesen   | 1.323 819 | 1.378 733 | 1.381 944 | 1.252 843 |

## Kompok
A vállalat nyolc komphajóból álló flottát üzemeltet, melynek zászlóshajója az M/F Smyril. A többi hét komp az M/F Teistin, az M/F Sam, az M/S Ritan, az M/S Másin, az M/S Sildberin, az M/F Ternan és az M/B Súlan. Az M/F Dúgvant 2006-ban vonták ki a szolgálatból, mivel megépült a Norðoyatunnilin, így azóta ott is autóbuszok közlekednek.

## Autóbuszok

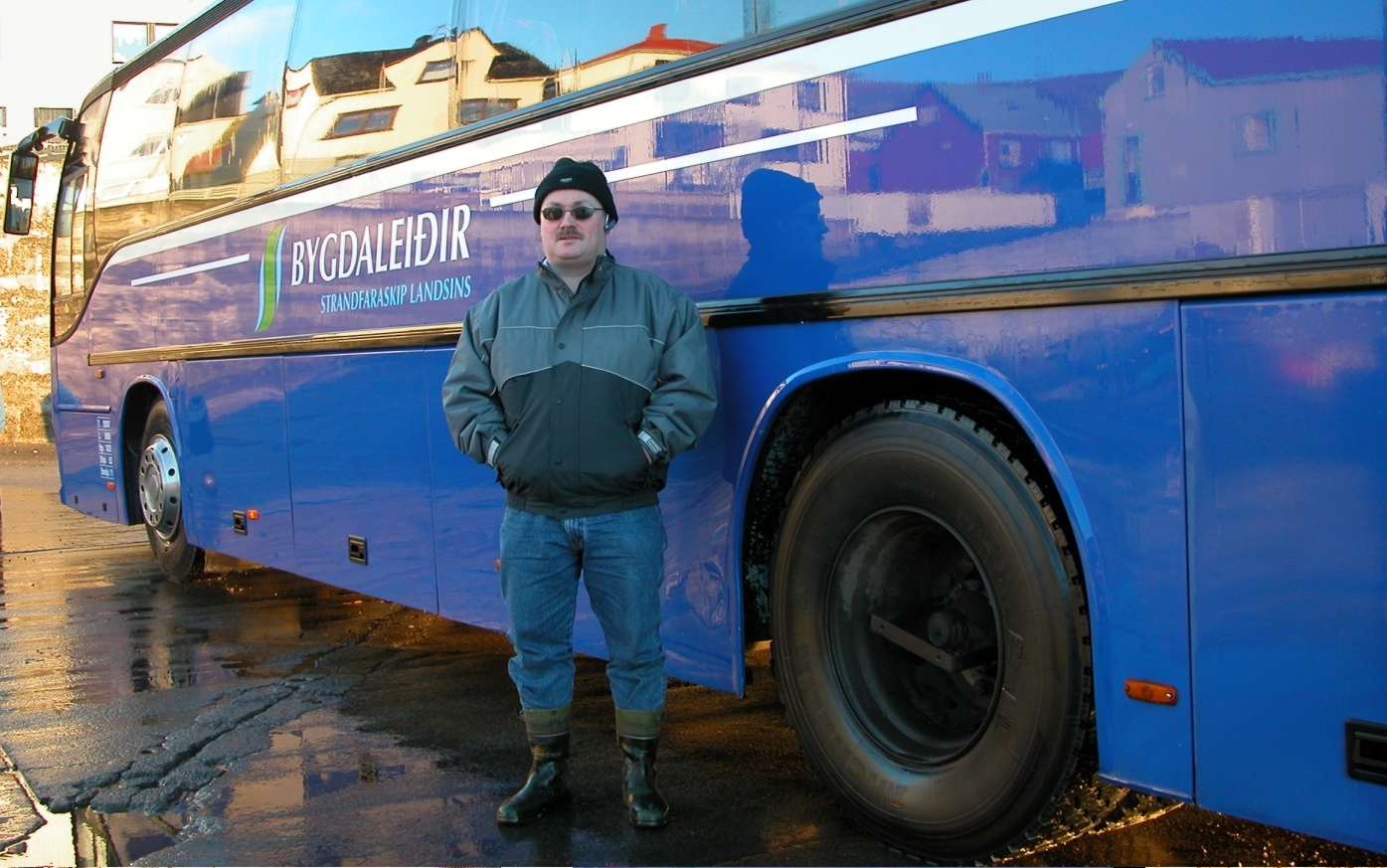
A Strandfaraskip Landsins egyik kék helyközi autóbusza

A társaság üzemelteti a helyközi autóbuszközlekedést is Feröeren. Autóbuszai kék színűek; a piros színű városi buszokat Tórshavn község üzemelteti a fővárosban. Flottája 12 saját tulajdonú autóbuszból áll, de ezen kívül 26 alvállalkozói jármű is a rendelkezésére áll.